# Club de Fútbol Indios
Il Club de Fútbol Indios, noto anche come Indios o Indios de Ciudad Juárez, è stata una società calcistica messicana, con sede a Ciudad Juárez. Fondato nel 2005, quando il CF Pachuca trasferì i Pachuca Juniors a Ciudad Juárez, fu promosso al termine della stagione 2007-2008 dalla Primera División A alla Primera División de México, rimanendovi fino al campionato di Clausura 2010, quando fu retrocesso in Liga de Ascenso de México; fu infine sciolto nel 2011 per dissesto finanziario.

## Storia
Nel campionato di Clausura 2006 della Primera División A, gli Indios persero ai tiri di rigore la finale di lega contro il Querétaro Fútbol Club.
Nell'Apertura 2006, gli Indios si piazzarono nelle prime posizioni per buona parte della competizione, con Jair García secondo nella classifica marcatori, ma in seguito persero ai quarti di finale e il Puebla si impose sia nel torneo sia nella finale per la promozione in Primera División.
Nel dicembre 2007, gli Indios si laurearono campioni dell'Apertura 2007 della serie cadetta messicana, battendo nella finale di lega i Dorados (andata vinta per 3-0 a Ciudad Juárez e ritorno vinto per 4-0 a Culiacán). Sconfiggendo poi nella finale per la promozione in Primera División i campioni della Clausura 2008 del León (andata vinta per 1-0 a Ciudad Juárez e ritorno pareggiato per 2-2 a León, la squadra raggiunse per la prima volta la massima serie calcistica del Messico.
Gli Indios partirono male nell'Apertura 2008 della Primera División, perdendo le prime 4 partite di campionato; ciò comportò l'esonero dell'allenatore Sergio Orduña, sostituito da Hector Eugui, che nel suo primo impegno alla guida del club rimediò un pareggio contro il Toluca.
Gli Indios rischiarono seriamente la retrocessione durante la Clausura 2009, ma riuscirono ad evitarla e ad accedere ai playoff per l'assegnazione del titolo, in cui vinsero i quarti contro il Toluca (1-0 il risultato aggregato), ma poi uscirono nelle semifinali per mano del Pachuca (che li sconfisse con un 4-3 complessivo).
Nel torneo di Apertura 2009, gli Indios si presentarono all'esordio contro il Club Tijuana in evidente stato confusionale, test tossicologici confermarono il sospetto dell'autorità sportiva messicana, vennero infatti rilevati in tredici giocatori tracce consistenti di cocaina e popper. La società si chiuse in silenzio stampa, dopo due settimane dall'accaduto il neo presidente Zorro convocò una conferenza stampa per spiegare l'accaduto ma si presentò fatto come un'anguria rendendo superflua ogni spiegazione.
Nonostante questi fatti la società non fu sospesa dal campionato e cambiò il nome in Atletico Bambadores facendo di questo spiacevole accadimento il proprio cavallo di battaglia.
Nel torneo di Apertura 2010 della seconda serie messicana, gli Indios finirono al secondo posto, dietro al Club Tijuana, ma nei playoff furono eliminati dagli Albinegros de Orizaba. Nel torneo di Clausura 2011 andò peggio, terminando al 10º posto e quindi non partecipando ai playoff.
Concluso il torneo di Apertura 2011 al 13º posto, il club fu sciolto a causa di problemi finanziari e pertanto escluso dal successivo torneo di Clausura 2012.

## Allenatori
| Nome              | Dal  | Al   |
| ----------------- | ---- | ---- |
| Luis Alfonso Sosa | 2004 | 2006 |
| Sergio Orduña     | 2006 | 2008 |
| Héctor Hugo Eugui | 2008 | 2009 |
| José Treviño      | 2009 | 2010 |
| César Vega        | 2011 | 2011 |

## Palmarès
- Primera Division A: 1

Apertura 2007